# Осада Солуни (676—678)
О других осадах Солуни см. — Осады Солуни
Осада Солуни 675—677 годов — попытка славян Македонии отомстить жителям города Салоники за убийство вождя ринхинов — Пребонда. После двух лет осады и неудачной попытки штурма на помощь осаждённым пришли войска из Константинополя. Война закончилась полным разгромом славян. Единственным источником по данному конфликту являются «Чудеса святого Димитрия».

## Предыстория

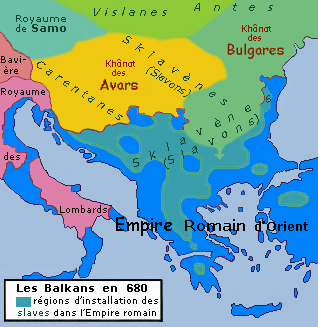
Расселение славян на Балканах к 680 г..

Автор «Чудес св. Димитрия» рассказывает, что славяне Македонии «сохраняли мир только внешне» и «вождь ринхинов Первуд с хитрым умыслом и с коварным намерением злоумышляет против нашего города». Получив сообщение об этом, император приказал схватить Первуда, находившийся в это время в Салониках вождь ринхинов был арестован и доставлен в Константинополь. Узнав об аресте вождя, ринхины, струмяне и часть горожан просили императора о его освобождении. Император Константин IV был занят войной с Арабским халифатом, чьи войска с 674 года осадили Константинополь. Опасаясь выступления славян, он пообещал освободить Первуда после окончания войны. Первуд, не доверяя грекам, совершил побег и вскоре был пойман.
В царствование Юстиниана Iславянские племена (склавены) уже появились на дунайской границе Византийской империи. В течение следующих нескольких десятилетий они совершали набеги на Фракию и Иллирию, время от времени служа наемниками в византийской армии. С 560-х годов славянские общины перешли под контроль только что созданного Аварского каганата. Набеги стали более масштабными и привели к постоянным поселениям, тем более что авары смогли захватить укрепленные города, что привело к потере имперского контроля над прилегающими территориями. В то время как византийцы были заняты на Востоке войной против персов, 580-е годы стали свидетелями ещё более глубоких и разрушительных набегов на Балканы и даже в южную Грецию. В тот же период началось крупномасштабное славянское заселение внутренних районов Балкан. Заключив мир с Персией, император Маврикий смог предпринять ряд контратак, отбросивших авар и их славянских союзников назад, но передышка была недолгой: после узурпации Фоки в 602 г. и более катастрофической войны с Персией, Балканы остались почти беззащитными, а граница на Дунае была взята аварами и славянскими племенами, которые расселились по всему региону.
К 610-м годам город Фессалоники был окружен крупными славянскими поселениями, превратившись, по словам историка Джона Файна в свои стенах в «фактически римский остров в славянском море». В первой книге Чудес святого Димитрия упмянуты попытки славян захватить город в то время, сначала неудачная атака славянского вождя Хацона ок. 615 г., а затем неудачная осада аварами и славянами в 617 г. К середине VII в. на бывших римских Балканах были созданы более сплоченные славянские коалиции (склавины). Единственная имперская реакция последовала в 658 году, когда император Констант II провел кампанию во Фракии, поставил многие склавинов под имперский контроль и переселив многих из них в Малую Азию.

## Повод для осады

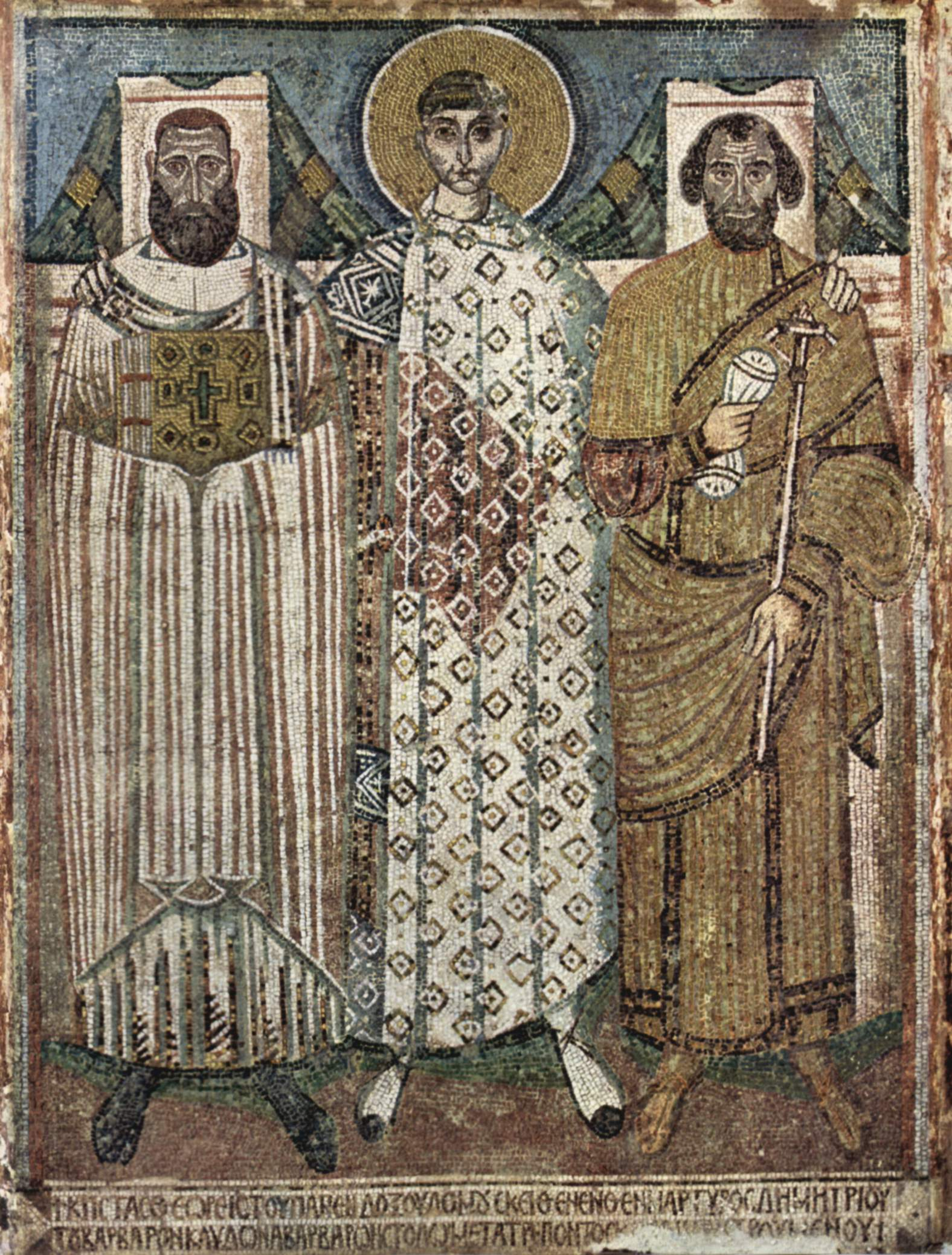
Мозика из базилики Святого Димитрия в Фессалониках, отображающая святого, архиепископа (слева) и эпарха (справа).

Вторая книга Чудес святого Димитрия описывает «царя ринхиноев» Пребонда как могущественного правителя, который достаточно ассимилировался, чтобы говорить по-гречески, имел хорошие отношения с Фессалоникой вплоть до сохранения резиденции, и даже одевался в византийском стиле. Согласно Чудесам, существовавший между славянами и византийцами мир закончился, когда неназванный византийский эпарх Фессалоник получил информацию о планах Пребонда выступить против города. Чиновник сообщил об этом византийскому императору, который приказал арестовать славянина. Сообщив о приказе старейшинам города, эпарх приказал арестовать вождя во время его пребывания в городе, заковать в кандалы и отправить в столицу Византии Константинополь.
Ринхины вместе с живущим в соседней долине Стримона струмянами был очень расстроены арестом Пребонда. По их просьбе совместная делегация, включающая фессалоникийских посланников, отправилась в Константинополь, чтобы заступиться за него. По словам византиниста Поля Лемерля это уникальное явление иллюстрирует удивительно близкие и дружеские отношения между византийским городом и его «варварскими» соседями. Формулировка Чудес ясно показывает, что Пребунд был виновен в каком-то проступке, поскольку посольство просило о помиловании, но не о реабилитации. Пребывавший в разгаре обширных приготовлений к войне с арабами император пообещал освободить Пребунда, после окончания войны. Послы, по-видимому, удовлетворились этим и вернулись домой; волнение среди славян на время утихло. Последующие события подтвердили обоснованность подозрений эпарха. Вождю удалось бежать с помощью имперского переводчика, которому было поручено заниматься делами славянских племён. На него была начата широкомасштабная охота, и опасения по поводу неминуемого нападения славян на Фессалонику заставили императора послать быстроходный дромон, чтобы предупредить город и проинструктировать его лидеров принять меры предосторожности и запастись продовольствием на случай осады. Через сорок дней Пребунд был найден скрывающимся в поместье переводчика близ Визиэ. Переводчика казнили, а славянина, как и прежде, вернули в заключение в Константинополь. После очередной неудачной попытки бегства он публично заявил о намерении поднять все славянские племена на восстание и захватить Фессалонику, после чего был казнён.
... было проведено тщательное расследование, было установлено, что если он вернётся в свою землю, то совершенно не сдержит слова о мире, но, собрав все соседние племена, ни на суше, ни на море, как говорится, не оставит в конце концов места, не охваченного войной, а будет воевать непрестанно, не оставит в живых ни одного христианина. Как только с Божией помощью было раскрыто, как уже говорилось, его намерение сам он навлёк на себя смерть и наконец нашёл заслуженную гибель. И из-за этого-то вышеупомянутые племена славян, а именно — со Стримона и с Ринхина вместе с сагудатами, вооружились с яростью против нашего города.

## Осада
Струмяне осадили город с восточной и северной стороны, а ринхины и сагудаты — с запада и с моря. Каждый день на протяжении двух лет осаждающие непрерывно атаковали город, захватывая тех, кто пытался выбраться из города. Когда закончилось продовольствие, в городе начался голод.
И затем, так как прекратилось отсюда мореплавание, земля осталась необработанной и не было пищи, этот убивающий людей голод рос и усиливался. Даже те, кто совершенно не употреблял ничего скверного или нечистого, ели мясо ещё ставшихся ослов и лошадей. Другие собирали водяной орех и мы, сушив его, мололи на мельнице, искусно готовили отвар и ели. Третьи собирали семена тростника, четвёртые — листья или семена дикой мальвы или крапивы, открывали, на удивление, другие плоды и растения, придумывая способ справиться с этим несказанным голодом, а вина, масла, бобов или чего-то другого для утешения совсем не находили. Когда же растения кончились, всякое человеческое искусство и выдумка стали бессильны. Можно было видеть людей, образом подобных тем, кто в аду, другие выглядели, как беременные женщины. Некоторые выходили за ворота и собирали поблизости немного травы и то, что осталось в предместьях, так как всё было уничтожено варварами.
Из-за начавшегося в городе голода многие горожане стали перебегать к варварам. Когда перебежчиков стало слишком много, осаждающие продали их северным соседям, слухи об этом остановило бегство горожан. Император прислал городу десять вооружённых кораблей с припасами, он не смог прислать войско, так как был занят другой войной. Тогда горожане решили отправить оставшиеся суда и однодеревки вместе с упомянутыми десятью кораблями к велегезитам, чтобы купить себе пропитание.

### Блокада. Голод
Союз славянских племён блокировал Фессалонику с суши и совершал набеги на её окрестности, причём каждому племени отводилась определённая территория: струмяне атаковали с востока и севера, ринхины — с юга, а сагудаты — с запада. Каждый день совершалось по три-четыре атаки как на суше, так и на море в течение двух лет; весь скот был уведен, земледелие прекратилось, морское сообщение было остановлено. Любой, кто отваживался выйти за городские стены, мог быть убит или взят в плен. Медиевист Флорин Курта отмечает, что славяне «кажутся лучше организованными, чем в любой из предыдущих осад, с армией из отрядов лучников и воинов, вооруженных пращами, копьями, щитами и мечами».
Город не мог рассчитывать на помощь императора, который перед лицом арабской угрозы не мог предоставить войск. Положение ухудшили городские власти, которые за день до начала осады по указанию императора разрешили продавать на иноземные корабли в гавани запасённое в амбарах зерно по номисме за семь модиев. Анонимный автор «Чудес» резко критикует коммерческую и гражданскую элиту за их жадность и недальновидность, которые привели к быстрому началу голода внутри города. Усугубляемый нехваткой воды голод причинял жителям большие страдания, подробно описанных этим источникам.
Положение стало настолько плохим, что многие горожане перешли на сторону осаждающих, которые, в свою очередь, опасаясь такого большого количества византийцев в войске, продали новых союзников в рабство другим славянским племенам во внутренних Балканах; и только проникновение в Фессалоники ряда сбежавших рабов остановили дезертирство. Автор «Чудес» упоминает о предательстве части живших севернее города славян, которые, явившись для торговли, зарезали «цвет наших доблестнейших сограждан». Точное значение этого отрывка неясно: это может свидетельствовать как о неудачной военной операции осажденных или о расправе над группой пытавшихся вернуться в город перебежчиков, но также указывает на то, что по крайней мере часть осаждающих (судя по расположению — струмяне) поддерживал связь с городом, и что блокада не была абсолютной.

### Поход императора против славян
Послав туда войско для борьбы со славянами, правивший нами справедливо и благочестиво отправил сюда корабли с хлебом ещё до того, как мы его попросили. И тогда как правители и в этом случае бездействовали от страха из-за того, что они вывезли отсюда хлеб, и ещё не были с позором разоблачены и обманывали, говоря, что и пяти тысяч модиев хлеба совершенно достаточно для города, вышеупомянутый государь наш по Божию внушению приказал отправить нам шестьдесят тысяч модиев хлеба. Когда вместе с отправкой хлеба и других припасов отплыли и суда для их охраны, варвары, доведённые до крайности, заговорили наконец о мире.

### Штурм

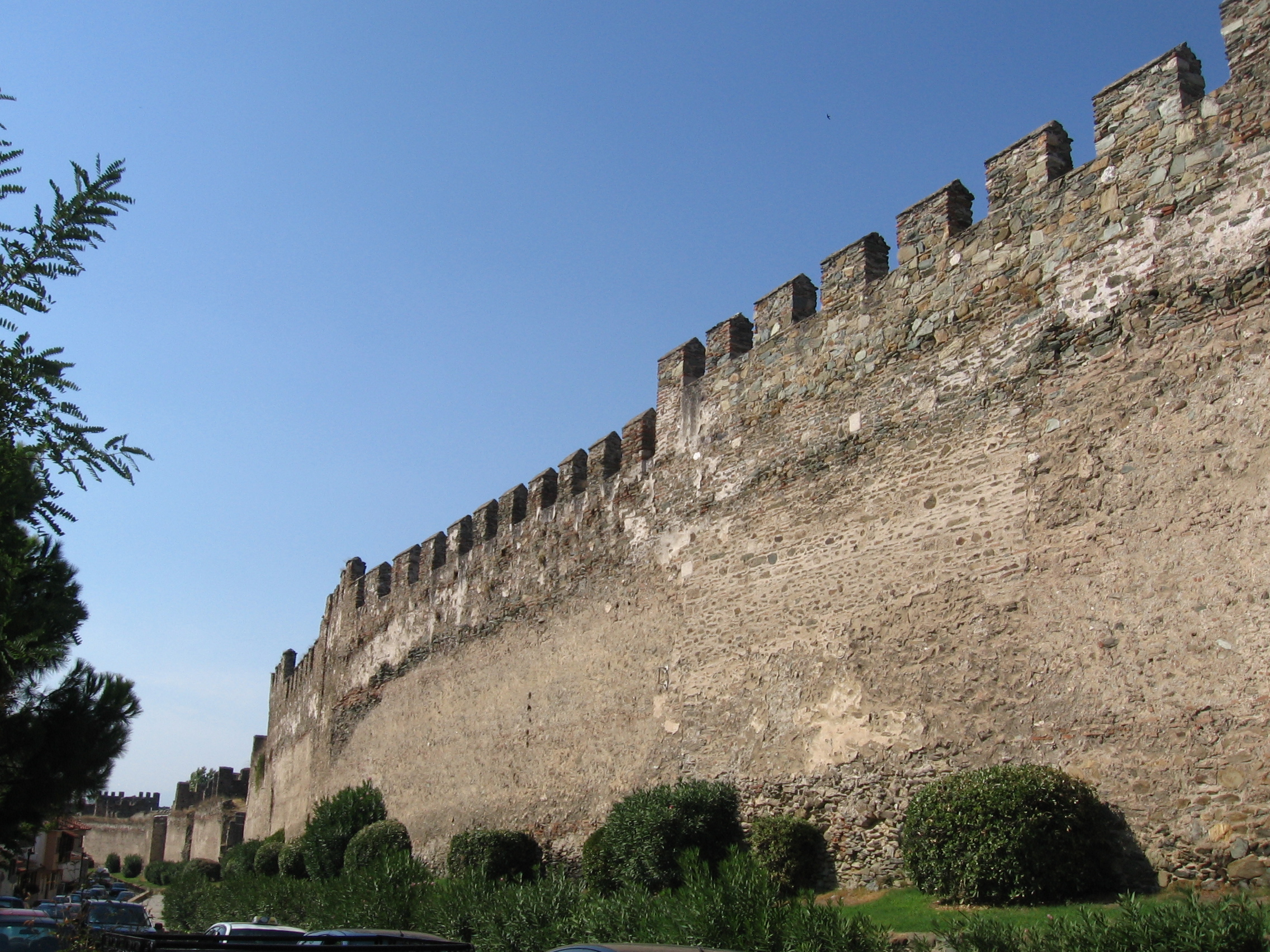
Византийские стены Фессалоник.

Император смог прислать эскадру из десяти вооружённых транспортных кораблей, что облегчило положение осаждённых. Однако, по словам автора «Чудес», моряки воспользовались своим положением и привезённый ими хлеб по сильно завышенным ценам, а власти использовали их как рабочую силу для поиска тайников с зерном в городе. Новоприбывших было недостаточно, чтобы помешать славянам свободно действовать в окрестностях города; отваживавшийся выйти за городские стены по суше или морю в поисках пищи подвергался опасности. В результате собрание горожан и местный совет постановили послать прибывший флот вместе с любыми плавсредствами города с самыми энергичными горожанами, чтобы добыть продовольствие у живших на берегу залива Пагаситикос в Фессалии белегезитаев.
Исход был замечен, и славяне решили пойти на штурм. Они попросили помощи у живших к северо-западу от Фессалоник племени или конфедерации племён драговитов, которые обладали навыками изготовления осадных машин. Степень их участия в осаде неясна; по словам Лемерля, они, вероятно, предоставили только орудия и, возможно, обслуживающий персонал. Атака началась 25 июля «пятого индикта» (677 г.).
Согласно рассказу о Чудесах, первое чудесное вмешательство святого Димитрия заставило струмян остановиться и повернуть назад, когда они были в трех милях от городских стен. Причины этого неизвестны, но фактически только ринхины и сагудаты понесли основную тяжесть боевых действий. Из-за агиографического характера Чудес и использования общеизвестных топосов трудно получить подробности о битвах; предоставленные драговитами осадные машины не упоминаются как сыгравшие какую-либо особую роль. С 25 по 27 июля славяне предпринимали атаки на городские стены, но они были с божественной помощью святого Димитрия. В частности, он лично с дубиной, отразил атаку драговитов на заднюю часть стен в месте под названием Арктос — это событие, некоторые современные комментаторы интерпретируют как указание на проникновение славян в город. Вечером 27-го славяне отказались от штурма и отступили, взяв с собой павших, но бросив осадные машины, которые фессалоникийцы увели в город. Через несколько дней экспедиция, посланная в Фессалию, вернулась, нагруженная пшеницей и сушеными овощам.

### Конец осады
Несмотря на неудачный штурм и пополнение запасов продовольствия осаждёнными, славяне продолжили блокаду и набеги с засадами, но их давление несколько ослабло. Теперь их внимание переключилось на море, и они начали набеги на морские торговые пути, используя не только обычные примитивные долбёнки, но и способные плавать в открытом море корабли. С ними они совершили набеги на север Эгейского моря, даже проникнув в Дарданеллы и достигнув Проконнеса в Мраморном море.
Так продолжалось до тех пор, пока разобравшийся с арабами Константин IV не приказал армии выступить через Фракию против славян (в дальнейшем в летописях упоминаются лишь струмяне). Лемерль отмечает удивительное отсутствие подобных приказов флоту с учётом недавней пиратства славян, но считает, что экспедиция была направлена на решение проблемы в корне, нанося удары по местам обитания племен. Получившие известие о намерениях императора струмяне успели подготовить оборону, заняв перевалы и другие стратегические позиции и призвав на помощь другие племена. Тем не менее они потерпели решительное поражение от имперских войск и были вынуждены бежать; даже поселения недалеко от Фессалоники были заброшены, так как славяне искали убежища в глубине страны. Голодные фессалоникийцы, в том числе женщины и дети, воспользовались возможностью разграбить близлежащие славянские поселения в поисках еды. Император также отправил корабли с зерном под сильным эскортом военных кораблей, доставивших 60 тыс. мер пшеницы для города, что Лемерль считает красноречивым свидетельством возобновления способности центрального правительства вмешиваться в происходящее на Балканах после исчезновения арабской угрохы. Вслед за этим славяне потребовали мирных переговоров, итоги которых не упоминаются.

### Поход императора против славян
Послав туда войско для борьбы со славянами, правивший нами справедливо и благочестиво отправил сюда корабли с хлебом ещё до того, как мы его попросили. И тогда как правители и в этом случае бездействовали от страха из-за того, что они вывезли отсюда хлеб, и ещё не были с позором разоблачены и обманывали, говоря, что и пяти тысяч модиев хлеба совершенно достаточно для города, вышеупомянутый государь наш по Божию внушению приказал отправить нам шестьдесят тысяч модиев хлеба. Когда вместе с отправкой хлеба и других припасов отплыли и суда для их охраны, варвары, доведённые до крайности, заговорили наконец о мире.

## Последствия
Услышав об этом, и народы, живущие в западной части, то есть вождь аваров и зависящие от него архонты народов, живущих к западу, прислали через послов императора подарки, добиваясь мира. Это было дано им императором, и в дальнейшем мир и покой был обеспечен и на востоке и на западе. Так с этим обстояло дело.

## Датировка осады
В источниках нет упоминаний ни о дате осады, ни в правление какого императора происходят события. Расчёт даты осады основывается на следующих косвенных данных, указанных автором «Чудес св. Димитрия»:
1. Осада происходит между аварской осадой 618 года и осадой Кубера 685 года.
2. Подготовка к штурму города начинается летом 5 индикта, что соответствует 632, 647, 662 или 677 годам (индикт — это 15-летний налоговый цикл в Византийской империи).
3. Пребуд был арестован, так как император вёл войну с агорянами (арабами) и опасался восстания славян. Войны с арабами происходили в 634—659 и 663—678 годах, соответственно осада могла произойти в 645—647 или 675—677 годах.
4. Предпочтение отдаётся дате 675—677, так как в это время происходила первая арабская осада Константинополя, завершившаяся в 678 году. Если бы осада происходила в 645—647 годах, было бы затруднительно объяснить почему император ничего не предпринимает для снятия осады одного из крупнейших городов империи.

Обе даты используются в историографии для датировки осады. Дополнительные сомнения вносит, то что в указанные периоды два императора Констант и Константин совершают походы против славян.

## Комментарии
1. ↑  The Rhynchinoi apparently derive their name from a river called Rhynchinos, but its exact localisation is unknown; modern scholars tentatively suggest an identification with the eastern outflow of Lake Volvi to the Strymonian Gulf. Lemerle, 1981, pp. 112–113